# Galaktické halo

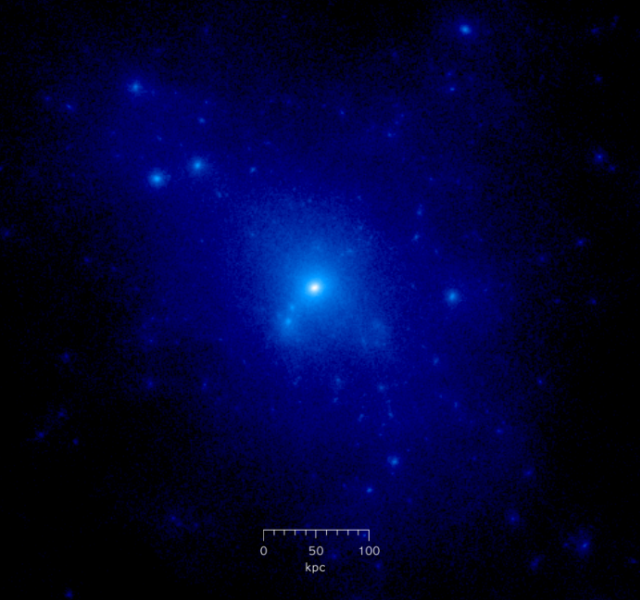
Halo temné hmoty simulované dle kosmologické soustavy mnoha těles

Galaktické halo je oblast obklopující galaxii. Většinou se jedná o sférický útvar opisující galaktický disk. Je tvořeno mezihvězdnou hmotou s kulovými hvězdokupami, plasmou a zřejmě i temnou hmotou. Patří k nejstarším částem galaxie a je gravitačně vázané na mateřskou galaxii. Galaktické halo je nejvíce patrné u spirálních galaxií, jako je Galaxie Mléčná dráha nebo Galaxie v Andromedě. Koncentrace látky se snižuje s rostoucí vzdáleností od roviny spirální galaxie a od jejího jádra. Původní objekty galaktického hala se postupně promíchaly s objekty později vzniklého galaktického disku.
Objekty galaktického hala obíhají kolem středu galaxie téměř stejnými rychlostmi, jaké měly v době svého vzniku. Tyto objekty a jejich galaktocentrické trajektorie vyplňují celý kulovitý prostor. Halo bylo převážně vytvořeno přírůstkem a slapovými rozpady satelitních systémů. To je podloženo několika pozorováními – objev skupin hvězd s retrográdní rotací a objev protáhlé trpasličí galaxie ve Střelci. 

## Galaxie Mléčná dráha
Galaktické halo u naší Galaxie vzniklo před 10 miliardami let jako první část Galaxie a bylo původně větších rozměrů, než je současný poloměr 20 kpc. I tak ale halo zasahuje mnohem dále, než kam dosahují spirální ramena Mléčné dráhy. Jeho celková hmotnost je asi 64×109 hmotností Slunce. Hmotnost galaktického hala je menší než hmotnost galaktického disku, ovšem ne řádově. Má ale mnohem větší objem, proto je jeho průměrná hustota velmi malá. Většina družic tvořících galaktické halo Mléčné dráhy, leží na obloze blízko dvou velkých kružnic. Existuje tedy pravděpodobně mnohem rozsáhlejší halo, tvořené temnou hmotou o poloměru minimálně 120 kpc (přibližně 200 000 světelných let). Bylo provedeno pozorování blazarů a po analýze jejich rentgenového záření a jeho změny při průchodu galaktickým halem, bylo zjištěno, že halo Mléčné dráhy má teplotu až 10 milionů °C. Do tohoto měření se předpokládaly teploty od 10 tisíc po maximálně 1 milion °C.

## Galaxie v Andromedě
Pomocí Hubblova teleskopu byla zmapováno galaktické halo galaxie v Andromedě. Rozpíná se 1,3 - 2 miliony světelných let od středu galaxie. Pokud by bylo možné jej ze Země pozorovat lidským okem, na noční obloze by zabralo plochu třikrát větší, než je skupina hvězd Velkého vozu. Halo naší Galaxie není snadné měřit. Vzhledem k podobnosti obou galaxií se předpokládá, že jejich halo jsou podobná. Při výzkumu hala sousední galaxie výzkumu bylo pozorováno 43 kvasarů v oblasti za Andromedou. Jejich světlo prošlo halem galaxie a část byla absorbována. Při analýze bylo zjištěno, že halo galaxie v Andromedě má vrstvenou strukturu se dvěma samostatnými obálkami. Vnitřní obálka má poloměr 0,5 milionu světelných let. Vnější obálka je hladší a má vyšší teplotu. Tyto rozdíly jsou pravděpodobně způsobené rozdílnou aktivitou supernov v galaxii v různých obdobích. Supernovy jsou jedním z hlavních zdrojů materiálu galaktického hala.